# Bosques montanos del noroeste de los Andes
Los bosques montanos del noroeste de los Andes (NT0145) son una ecorregión de la cordillera de los Andes en el oeste de Colombia y Ecuador. Tanto la flora como la fauna son muy diversas debido al efecto de las épocas glaciares, en las que se separaron las zonas climáticas más cálidas y se combinaron las más frías, y a los periodos interglaciares, en los que ocurrió lo contrario. Dado que el entorno es hospitalario para el ser humano, el hábitat ha sido modificado drásticamente por la agricultura y el pastoreo desde la época precolombina.

## Geografía

### Ubicación
La ecorregión se extiende a lo largo de la Cordillera Occidental de los Andes en Colombia y la Cordillera Occidental de Ecuador. Cubre una superficie de 8.132.562 hectáreas
En el extremo norte, la ecorregión se fusiona con la ecorregión de los bosques húmedos del Magdalena-Urabá. En la mayor parte de su extensión en Colombia hace una transición al oeste hacia los bosques húmedos del Chocó-Darién y al este hacia los bosques montanos del Valle del Cauca. Los niveles más altos de la ecorregión dan paso al páramo norandino. En la sección central rodea casi por completo los bosques secos del Valle del Patía. En su sección sur, la ecorregión hace una transición hacia los bosques húmedos del Ecuador Occidental al oeste y los bosques montanos de la Cordillera Real Oriental al este. El extremo sur de la ecorregión hace la transición hacia la ecorregión de los bosques secos de Tumbes-Piura.

### Relieve
La ecorregión abarca la cordillera occidental de los Andes con una amplia banda de elevaciones que incluye picos y macizos aislados en los niveles superiores..

### Clima
En una ubicación de muestra en las coordenadas 2,25°N 77,75°W la clasificación climática de Köppen es Af: ecuatorial, totalmente húmedo. Las temperaturas medias oscilan entre 25,8 °C en noviembre y 26,4 °C en marzo. La precipitación total anual es de unos 3.300 milímetros. Las precipitaciones mensuales oscilan entre 179,8 milímetros en agosto y 332,3 milímetros en junio.

## Ecología
La ecorregión se encuentra en el ámbito neotropical, en el bioma de los bosques húmedos latifoliados tropicales y subtropicales. Forma parte de la ecorregión global de los Bosques Montanos Andinos del Norte. Esta ecorregión contiene los bosques montanos del Valle del Magdalena, los bosques montanos de los Andes venezolanos, los bosques montanos del noroeste andino, los bosques montanos del Valle del Cauca, los bosques montanos de la Cordillera Oriental, los bosques montanos de Santa Marta y los bosques montanos de la Cordillera Real Oriental.
El enfriamiento durante los periodos glaciares aisló las plantas y los animales adaptados a climas más cálidos en focos aislados, mientras que las zonas más frías se expandieron y se conectaron. Durante los periodos interglaciares más cálidos, las zonas más cálidas se elevaron y volvieron a conectarse, mientras que las zonas más frías quedaron aisladas. El resultado fue la formación constante de nuevas especies, creando altos niveles tanto de diversidad como de endemismo.

### Flora
La flora de la ecorregión ha sido objeto de numerosos estudios, siendo la segunda en Sudamérica después de las ecorregiones del Páramo Andino Norte y del Alto Monte. Cerca del 50% de la flora de la ecorregión es estrictamente endémica. Las especies de plantas con flores son muy diversas, con hasta 300 especies en una sola extensión de 1 hectárea.

### Fauna

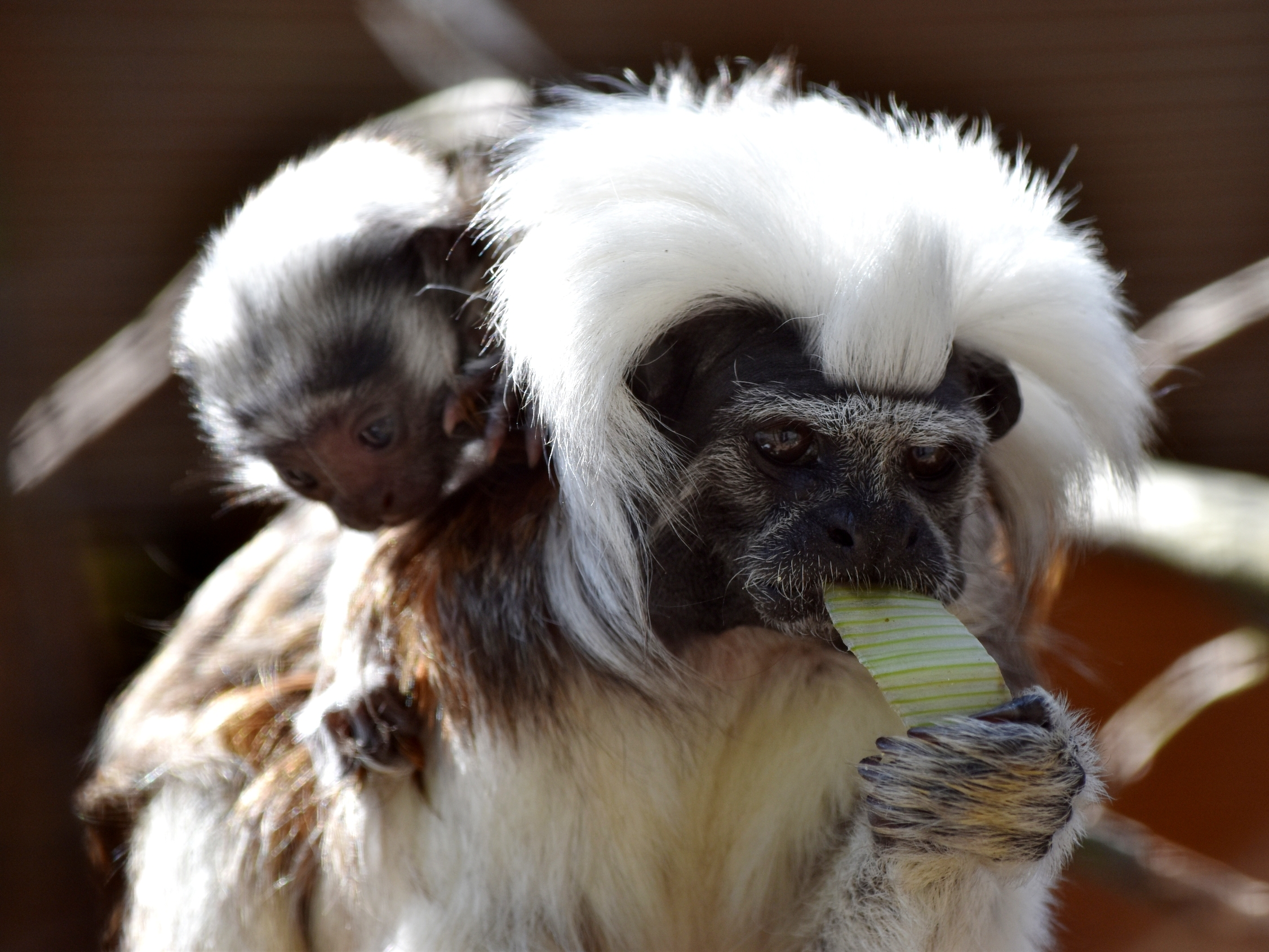
El mono tití cabeciblanco (Saguinus oedipus), es un primate exclusivo de los bosques noroccidentales de Colombia, es una especie que se encuentra en peligro crítico de extinción.

Entre los mamíferos en peligro de extinción se encuentran el tapir de Baird (Tapirus bairdii), el mono araña de cabeza negra (Ateles fusciceps), el tití de cabeza de algodón (Saguinus oedipus), el murciélago de cara de perro ecuatorial (Molossops aequatorianus), el mono araña de Geoffroy (Ateles geoffroyi), la rata arrocera de Hammond (Mindomys hammondi) y el tapir de montaña (Tapirus pinchaque). Entre los reptiles en peligro de extinción se encuentran la serpiente de tierra occidental (Atractus occidentalis), la lagartija tropical (Riama oculata) y la iguana de Haensch (Stenocercus haenschi).
La ecorregión contiene un gran número de aves endémicas. Entre las aves en peligro de extinción se encuentran el águila andina (Spizaetus isidori), zamarrito pechinegro (Eriocnemis nigrivestis), el picaflor de vientre castaño (Diglossa gloriosissima), el vireo del Chocó (Vireo masteri), el colibrí de zamarros blancos (Eriocnemis mirabilis), el perico de Orcés (de El Oro) (Pyrrhura orcesi), tangara del Tatamá (Bangsia aureocincta), matorralero Cabecipálido  (Atlapetes pallidiceps), solitario rufimoreno (Cichlopsis leucogenys), zamarrito gorgiturquesa (Eriocnemis godini), metalura gorgivioleta (Metallura baroni) y Loro Orejiamarillo (Caripero) (Ognorhynchus icterotis).

## Estado
El Fondo Mundial para la Naturaleza (WWF) otorga a la región el estatus de "Vulnerable". El clima es hospitalario para los humanos, que han vivido en la región desde tiempos precolombinos, cultivando y pastoreando el ganado. Por ello, el medio ambiente se ha modificado mucho, aunque todavía existen algunos rodales considerables de bosques continuos. Las áreas protegidas incluyen la Reserva Ecológica Cayambe-Coca.